# Syndrome d’Alice au pays des merveilles
 Mise en garde médicale
Le syndrome d’Alice au pays des merveilles (d'après le roman écrit par Lewis Carroll), ou syndrome de Todd, décrit par le psychiatre britannique John Todd en 1955, est un trouble neurologique qui modifie la perception de l’espace, du temps et de soi-même. 

## Symptômes
La personne atteinte du syndrome d’Alice au pays des merveilles peut présenter une micropsie, une macropsie, une téléopsie ou une pélopsie. Le syndrome est relié aux troubles de dissociation. Il fait donc partie de la même famille que les dépersonnalisations et les déréalisations.
D’autres distorsions sensorielles sont également associées, comme une perception altérée de la vitesse ou même de sa propre image. La personne atteinte a l’impression que son corps est déformé et/ou que ses membres s’allongent. Elle peut aussi entendre des sons hallucinatoires, ce qui peut générer un état de panique.

## Histoire
Le syndrome est appelé syndrome de Todd, en référence à la description qu'en fit en 1955 John Todd, psychiatre britannique au High Royds Hospital (en) à Menston dans le Yorkshire de l'Ouest. Todd a découvert que plusieurs de ses patients éprouvaient des migraines qui provoquaient chez eux des altérations de la perception de la proportion des objets. Ils souffraient également d'une altération de la notion de temps et du sens du toucher, ainsi que d'une déformation de la perception de leur propre corps.
Par ailleurs, aucun de ces patients n'avait de tumeur au cerveau, de troubles de la vision ou de maladie mentale qui auraient pu expliquer les symptômes. Ils étaient aussi tous capables de penser avec lucidité et pouvaient distinguer des hallucinations de la réalité. Seule leur perception était modifiée. Dans la mesure où Lewis Carroll avait été victime de migraines avec des symptômes similaires, Todd supposa que Carroll avait utilisé ses propres expériences migraineuses comme source d'inspiration pour son célèbre roman de 1865, Les Aventures d'Alice au pays des merveilles. Le journal de Carroll révèle qu'en 1856, il a consulté William Bowman, un éminent ophtalmologiste, pour les manifestations visuelles des migraines qu'il éprouvait régulièrement.

## Causes
- La cause principale de ce syndrome est la migraine, notamment chez l'enfant[7].
- Une autre cause est une infection par le virus d'Epstein-Barr (EBV) ou virus de l’herpès 4 (HHV-4) résultant en une mononucléose infectieuse à tel point qu'un auteur considère que « tous les patients présentant un tableau clinique compatible avec un syndrome d’Alice au pays des merveilles devraient faire l'objet d'un dépistage sérologique du virus d'Epstein-Barr[8]. »
- Plus généralement, les troubles de la dissociation peuvent apparaître dans des épisodes de stress ou pour les patients atteints de choc post-traumatique[9].

## Traitement
Le repos est recommandé pour les patients dans la mesure où le syndrome n'est pas dangereux en soi et est susceptible de disparaître avec le temps.